# Principato di Anhalt
Il Principato di Anhalt (in tedesco: Fürstentum Anhalt) era uno stato del Sacro Romano Impero, situato nella Germania centrale, in quello che oggi è lo stato federale della Sassonia-Anhalt.
Sotto il dominio della Casa d'Ascania, il territorio di Anhalt nel 1212 fu concesso al conte Enrico I, che fu elevato al rango di principe del Sacro Romano Impero nel 1218. Il principato fu governato dai principi della Casa d'Ascaniadall'Alto Medioevo alla prima metà del novecento, l'Anhalt fu diviso più volte tra varie linee della dinastia fino allo scioglimento dell'Impero nel 1806, quando Napoleone elevò i restanti stati di Anhalt-Bernburg, Anhalt-Dessau e Anhalt-Köthen al grado di ducati.

## Storia
Dal IX secolo in poi, le parti occidentali del successivo territorio di Anhalt fino ai fiumi Elba e Saale furono incluse nella regione di Schwabengau nell'Ostfalia, la parte orientale del ducato medievale di Sassonia. Nell'XI secolo, passò sotto il dominio del conte Esico di Ballenstedt, morto nel 1059 o 1060, menzionato in un atto del 1036 emesso dall'imperatore Corrado II a Tilleda. Probabilmente discendente del margravio sassone Odo, possedeva grandi terre allodiali attorno a Ballenstedt nello Schwabengau e nell'adiacente Gau Serimunt nell'ormai scomparsa marca orientale sassone.
Al conte Esico succedette suo figlio Adalberto II di Ballenstedt, che apparve anche come conte nel Nordthüringgau sassone e in altri territori della marca orientale. Adalberto si unì alla ribellione sassone contro il re Enrico IV di Franconia e fu ucciso in una faida intrapresa contro Egeno II di Konradsburg nel 1180. Suo figlio, il conte Ottone il Ricco, appare nelle fonti come "conte di Ballenstedt" dal 1106. Quando l'imperatore Enrico V privò temporaneamente Lotario di Supplinburgo del titolo ducale sassone nel 1112, Ottone fu infeudato del ducato di Sassonia, al quale però dovette rinunciare poco dopo, poiché Lotario ed Enrico si erano riconciliati. Alla vigilia della battaglia di Welfesholz del 1115, Ottone fece una campagna nelle terre degli slavi Polabi, guadagnando grandi possedimenti intorno a Zerbst fino alle terre Evelli governate dai loro principi.

### Contea di Anhalt
Fino alla sua morte, avvenuta nel 1123, il conte Ottone fece costruire il castello di Anhalt sulle montagne dell'Harz vicino a Harzgerode e sembra essere stato tra i primi ad assumere il titolo di "conte di Anhalt". Era il padre di Alberto l'Orso, che fu temporaneamente nominato marchese della marca orientale sassone (o marchese di Lusazia) dal duca sassone e re Lotario di Supplinburgo e lottò per il titolo ducale stesso. Alberto non riuscì a prevalere contro il duca della stirpe Welfen Enrico il Leone, tuttavia conquistò i territori orientali dell'ormai inesistente marca del Nord, che era stato perso nel 983 a seguito della rivolta slava, dove stabilì il margraviato di Brandeburgo nel 1157. Quando morì nel 1170, suo figlio minore, il conte Bernardo, ereditò i territori ancestrali degli ascanidi attorno al castello di Anhalt e dopo la deposizione di Enrico il Leone da parte dell'imperatore Federico Barbarossa divenne infine duca di Sassonia nel 1180. Tuttavia, egli governava effettivamente solo sui territori orientali, mentre la Vestfalia e l'Angria della Sassonia caddero sotto il controllo del principe-arcivescovo di Colonia.
La contea di Anhalt sorse infine alla morte del duca Bernardo nel 1212, quando i suoi figli divisero la loro eredità. Il giovane Alberto I divenne duca di Sassonia, mentre il maggiore Enrico I continuò a governare le terre ascanidi, ora definitivamente separate dalla Sassonia, come conte di Anhalt. Nel 1218, Enrico I assunse il titolo di principe e quindi fu il vero fondatore della casa principesca di Anhalt.

### Principato di Anhalt
Alla morte di Enrico nel 1252, i suoi tre figli divisero il principato e diedero origine, rispettivamente, alle linee di Aschersleben, Bernburg e Zerbst. La sentenza della famiglia ad Aschersleben si estinse nel 1315, e questo distretto fu successivamente incorporato nel vicino vescovado di Halberstadt, dividendo così il territorio di Anhalt-Bernburg in due pezzi separati. L'ultimo principe della linea originale di Anhalt-Bernburg morì nel 1468 e le sue terre furono ereditate dai principi dell'unica linea rimasta, quella di Anhalt-Zerbst. Il territorio appartenente a questo ramo della famiglia era stato diviso nel 1396 e, dopo l'acquisizione del principe Giorgio di Bernburg, si realizzò un'ulteriore divisione di Zerbst (Zerbst e Dessau). All'inizio del XVI secolo, tuttavia, a causa della morte o dell'abdicazione di diversi principi, la famiglia si era ristretta ai due rami di Anhalt-Köthen e Anhalt-Dessau (emessi da Anhalt-Dessau nel 1471).
Wolfgang di Anhalt, chiamato il Confessore, che divenne principe di Anhalt-Köthen nel 1508, fu il secondo sovrano al mondo a introdurre la Riforma protestante nel suo paese. Fu co-firmatario della confessione di Augusta nel 1530, e dopo la battaglia di Mühlberg nel 1547 fu posto sotto il divieto imperiale e privato delle sue terre dall'imperatore Carlo V. Dopo la pace di Passavia nel 1552, riacquistò il suo principato, ma poiché non aveva figli, lo consegnò nel 1562 ai suoi parenti i principi di Anhalt-Dessau. Ernesto I, principe di Anhalt-Dessau (morto nel 1516) lasciò tre figli, Giovanni V, Giorgio III e Gioacchino, che governarono insieme le loro terre per molti anni e che favorirono la dottrina luterana, che divenne così dominante in Anhalt. Intorno al 1546 i tre fratelli divisero il loro principato e fondarono le linee di Zerbst, Plötzkau e Dessau. Questa divisione, tuttavia, fu solo temporanea, poiché l'acquisizione di Köthen e una serie di morti tra i principi al potere, permisero a Gioacchino Ernesto, figlio di Giovanni V, di unire l'intero Anhalt sotto il suo dominio nel 1570.
Il primo principato unito di Anhalt fu di breve durata e nel 1603 fu diviso nei minuscoli stati di Anhalt-Dessau, Anhalt-Bernburg, Anhalt-Köthen, Anhalt-Zerbst e Anhalt-Plötzkau.
Gioacchino Ernesto morì nel 1586, e i suoi cinque figli governarono la terra in comune fino al 1603, quando a causa della mancanza di primogenitura, Anhalt fu di nuovo diviso e le linee di Dessau, Bernburg, Plötzkau, Zerbst e Köthen furono rifondate. Il principato fu devastato durante la guerra dei trent'anni e nella prima parte di questa lotta Cristiano I d'Anhalt-Bernburg prese una grossa parte dei territori. Nel 1635 furono presi accordi dai vari principi di Anhalt, che conferivano una certa autorità al membro più anziano della famiglia, che era così in grado di rappresentare il principato nel suo insieme. Questo procedimento era probabilmente dovuto alla necessità di mantenere un'apparizione di unità in vista del disturbato stato della politica europea.
Nel 1665, il ramo di Anhalt-Köthen si estinse e, secondo un patto di famiglia, questo distretto fu ereditato da Lebrecht, principe di Anhalt-Plötzkau, che consegnò Plötzkau a Bernburg, e prese il titolo di principe di Anhalt-Köthen. Nello stesso anno i principi di Anhalt decisero che se un ramo della famiglia si fosse estinto, le sue terre sarebbero state equamente divise tra i rami rimanenti. Questo accordo fu realizzato dopo la morte di Federico Augusto, Principe di Anhalt-Zerbst nel 1793, e Zerbst fu diviso tra i tre principi rimanenti. Durante questi anni la politica dei diversi principi fu segnata, forse intenzionalmente, da una considerevole uniformità. Una o due volte il Calvinismo era favorito da un principe, ma in generale la casa era fedele alle dottrine di Martin Lutero. La crescita della Prussia fornì ad Anhalt un vicino formidabile, e la ritardata istituzione della primogenitura da parte di tutti i rami della famiglia impedì ulteriori divisioni del principato.

### Ducato di Anhalt
Nel 1806, Napoleone elevò i restanti stati di Anhalt-Bernburg, Anhalt-Dessau e Anhalt-Köthen al titolo di ducati. Questi ducati furono riuniti di nuovo nel 1863, a causa dell'estinzione delle linee di Köthen e Bernburg, in uno stato con capitale a Dessau. Il nuovo ducato consisteva di due grandi porzioni, Anhalt orientale e occidentale, separate dall'interposizione di una parte della provincia prussiana di Sassonia e da cinque exclave circondate dal territorio prussiano: Alsleben, Mühlingen, Dornburg, Gödnitz e Tilkerode-Abberode. La parte orientale e più ampia del ducato era racchiusa dal distretto governativo prussiano di Potsdam (nella provincia prussiana del Brandeburgo), quello di Magdeburgo e quello di Merseburg, appartenente alla provincia prussiana della Sassonia. La parte occidentale o più piccola, il cosiddetto ducato di Upper o Ballenstedt, era anch'essa chiusa dai due ultimi distretti e dal Ducato di Brunswick-Lüneburg.
Insieme alla caduta di tutte le monarchie tedesche, il ducato di Anhalt si concluse nel 1918-1919 durante la rivoluzione che seguì la fine della prima guerra mondiale. Fu sostituito dallo Stato libero di Anhalt nella Repubblica di Weimar. Dopo la seconda guerra mondiale, lo stato libero fu unito alle parti prussiane della Sassonia per formare la Sassonia-Anhalt. Successivamente, la Sassonia-Anhalt fu sciolta nel 1952, ma ristabilita prima della riunificazione tedesca nel 1990.